# ماه‌گرفتگی مه ۲۰۳۱

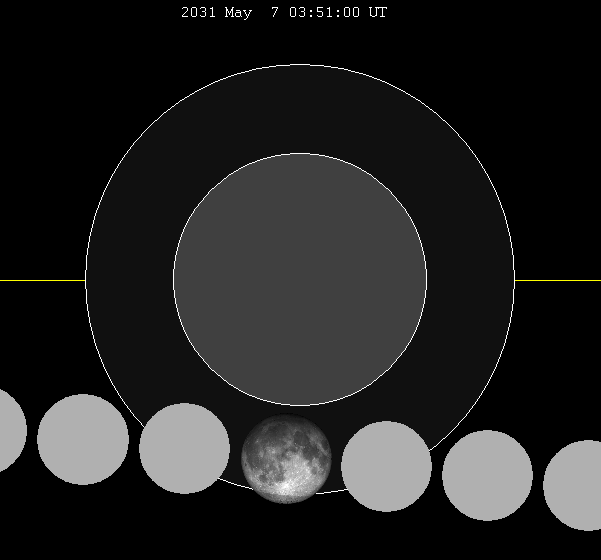
ماه از غرب به شرق (راست به چپ) از عرض سایه نیمه زمین زمین عبور می‌کند که در فواصل ساعتی نشان داده می‌شود.

ماه‌گرفتگی در ۷ ماه مه ۲۰۳۱ رخ می‌دهد.